# アイシティ21
アイシティ21（i city 21、アイシティにじゅういち）は、長野県東筑摩郡山形村にあるショッピングセンター。
松本市に本社を置く井上が運営し、核店舗の「井上百貨店アイシティ21店」を中心に据え、シネマコンプレックス「アイシティシネマ」を併設した複合商業施設である。
井上百貨店とともに日本百貨店協会の加盟店となっており、日本で唯一村にある百貨店として認められていることになる。

## 概要
建物はエンクローズドモール。3階建ての井上百貨店、2階建ての専門店街からなり、それぞれがモール（吹き抜け）で結ばれている。吹き抜けスペースではイベントが催されることが多い。ハートビル法適用SCで、駐車場にヘリポートを併設している。
松本駅近くにあった本館は、2025年3月末をもって当館へ店舗統合に伴い閉館した。

## 主なテナント
前述の通り、日本唯一の村に出店している百貨店「井上百貨店アイシティ21店」を核店舗に、シネマコンプレックス（映画館）の「アイシティシネマ」、地場系スーパーマーケットの「ツルヤ山形店」、家電量販店の「ヤマダデンキテックランドアイシティ松本店」（旧・ベスト電器）、カルチャーセンターの「NHK文化センター松本・アイシティ教室」などが入居している。

### アイシティシネマ
アイシティ21のオープンに合わせて、2000年に3スクリーンの映画館としてオープンした。2003年に3スクリーンを増設。現在は6スクリーン、754席。
2010年5月1日からMasterImage 3D方式の3D上映を導入した。
- シネマ1：136席
- シネマ2：87席
- シネマ3：47席
- シネマ4：94席
- シネマ5：120席
- シネマ6：270席

## アクセス

### 自家用車
松本市街地からは車で20分。最寄の塩尻北インターチェンジからも20分。店舗北側を長野県道291号新田松本線、南側を2車線の村道が通っている。駐車場は店舗を取り囲むように配置されている。駐車台数は2000台。

### 路線バス
アイシティ21（店舗北側）
- 松本空港⇔当店を結ぶシャトルバスがある。当店北口タクシー乗場から乗車する。
- 松本市西部地域コミュニティバス（ぐるっとまつもとバス）

アイシティ21（店舗モール正面口と北入口の間）
- - 南松本・山形線 - 南松本駅・松本シネマライツ（旧・イトーヨーカドー南松本店前）方面
  - 村井・山形線 - 村井駅・まつもと医療センター方面
- 松本市・山形村・朝日村共同運行バス
  - 朝日・波田線で波田駅または山形村・朝日村各所から利用可能。

アイシティ21前（三夜塚）（敷地外、県道291号線沿い）
- ぐるっとまつもとバス（運行：アルピコ交通バス（通称・松本電鉄バス）） - 松本バスターミナルから山形線の上大池車庫前行きに乗り、「アイシティ21前（三夜塚）」下車。当バス停はアイシティ21敷地外にある。

その他、2023年3月31日までは以下の路線が存在した。
松本市西部地域コミュニティバス
C線（梓川・波田線）：（アイシティ21～松本市立病院～）波田駅～梓川支所～新村駅
D線（今井・村井線）：（波田駅～山形村役場～アイシティ21～）山形村役場～松本空港入口～巾下～笹賀出張所南～やまびこドーム～流通団地南～村井駅（～イオンタウン～松本病院）
E線（平田・波田線）：松本市立病院～波田駅～（アイシティ21～）神林出張所～二子団地～平田駅～ツルヤ平田店
- 詳細は西部地域コミュニティーバスを参照。